# Хорн, Брита
Графиня Брита Хорн (швед. Brita Horn, полное имя Brita Margaretha Horn; 1745—1791) — шведская дворянка, придворная фрейлина.

## Биография
Родилась в 1745 году. Была дочерью риксрода графа Адама Хорна и его жены Анны Катарины Мейерфельт (Anna Katarina Meijerfelt); сестра генерала Йохана Густава Хорна (Johan Gustaf Horn, 1743—1798)). Отец служил при дворе и активно занимался политикой. Мать была психически больна и жила с семьей Мейерфельтов, отец долго и тщетно пытался развестись.
В декабре 1764 года Брита Хорн стала фрейлиной Луизы Ульрики. Вскоре при дворе она стала широко известна как предмет любви принца Карла. Пара обменялась кольцами и обещанием жениться. Но королевская семья и родители Бриты были против этого брака. Карла отправили в 1770 году в путешествие за границу, чтобы забыть невесту. По возвращении через год в Швецию у него возникла любовь к Кристине Августе фон Ферзен. Брита Хорн была зачислена в свиту, которая последовала за Луизой Ульрикой в Берлин и находилась там в 1771—1772 годах.

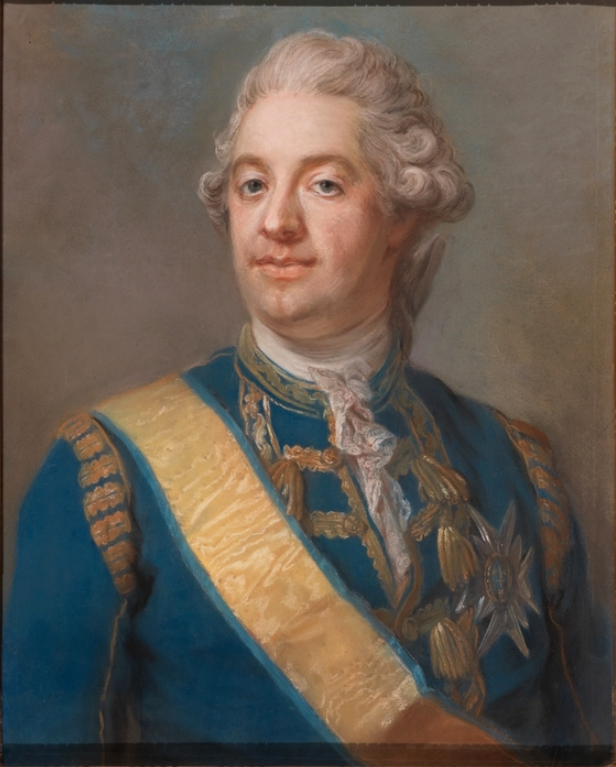
Портрет Клаеса Экеблада работы Густафа Лундберга

Находясь на службе фрейлины королевского двора, в 1774 году она была помолвлена с графом Клаесом Юлиусом Экебладом, личным другом Карла XIII. Брак состоялся 6 мая 1775 года в Фредриксхофе в Стокгольме, согласно всем ритуалам двора. Брита Хорн в этом же году окончила миссию фрейлины, в любви и счастье продолжив замужнюю жизнь. Она вместе со своей свекровью Евой Экеблад жила в двух владениях — Stola и Mariedal, которые её муж унаследовал после смерти отца в 1771 году. Клаес Экеблад продолжил военную службу, поэтому пара обменивалась письмами, часть этой переписки сохранилась до настоящего времени.
Брита Экеблад посетила Стокгольм и королевский двор только дважды, в 1776 и 1778 годах. Ей и её свекрови неоднократно предлагали службу при дворе, но они отказались. Она утонула в озере 13 марта 1791 года во время депрессии или, как её называли в то время — «момент временного безумия», после длительного периода меланхолии. Супруг намного пережил Бриту; их брак описывался как счастливый, но бездетный.